# Lídia
A Lídia  görög eredetű bibliai név. Jelentése: az ókori kis-ázsiai Lüdiából származó nő.

## Rokon nevek
- Lida:[1] a magyar nyelvben a Lídia, a németben az Adelheid, a szláv nyelvekben a Ludmilla beceneve.[2]

Lilla

## Gyakorisága
Az 1990-es években a Lídia ritka, a Lida szórványos név, a 2000-es években nem szerepelnek a 100 leggyakoribb női név között.

## Névnapok
Lídia
- február 12.[2]
- március 27.[2]
- április 14.[2]
- augusztus 3.[2]

## Híres Lídiák, Lidák
- Lidia Skoblikova szovjet gyorskorcsolyazónő.
- Lidia Argondizzo Ausztrál Munkáspárti képviselőnő
- Lidia Geringer d'Oedenberg közgazdász és újságíró
- Lidia Chojecka lengyel atléta
- Sákovicsné Dömölky Lídia olimpiai bajnok vívónő
- Liliuokalani hawaii királynő, születési nevén Lydia